# Газимурский хребет
Газиму́рский хребе́т — горный хребет в юго-восточной части Забайкальского края России, в междуречье pек Газимур и Урюмкан.
Протяженность хребта достигает 200 км при ширине 20—50 км. Преобладающие высоты составляют от 900 до 1100 м, высшая точка — гора Ушмунский Голец (1372 м). Хребет сложен главным образом гранитами, гнейсами, кристаллическими сланцами и песчаниками палеозойского, местами мезозойского возраста.
В рельефе преобладают среднегорья, местами низкогорья, которые расчленены долинами рек. Хребет покрыт лиственничной тайгой с участками горной степи; по склонам встречаются курумы и скальные выступы.

## Топографические карты
- Лист карты N-51-XXV Урюпино. Масштаб: 1 : 200 000. Издание 1982 г.
- Лист карты N-50-XXX. Масштаб: 1 : 200 000. Указать дату выпуска/состояния местности.
- Лист карты N-50-XXXVI. Масштаб: 1 : 200 000. Указать дату выпуска/состояния местности.
- Лист карты M-50-VI Бол. Зерентуй. Масштаб: 1 : 200 000. Указать дату выпуска/состояния местности.